# میخیل ساآکاشویلی
میخِیلْ نیکُلُزیسْ دْزِ ساآکاشْویلی (به گرجی: მიხეილ ნიკოლოზის ძე სააკაშვილი) (زاده ۲۱ دسامبر ۱۹۶۷) سیاست‌مدار گرجی اوکراینی  است که هم اکنون ریاست شورای اصلاحات ملی اوکراین را برعهده دارد. او از ژانویه سال ۲۰۰۴ تا نوامبر سال ۲۰۱۳ ریاست جمهوری گرجستان و از ۲۰۱۴ تا ۲۰۱۶ فرماندار استان اودسای اوکراین بود. میخائیل ساکاشویلی در اوکراین متحدان بانفوذی، از جمله یولیا تیموشنکو، نخست‌وزیر اوکراین دارد.
وی همچنین بنیان‌گذار و رهبر پیشین حزب جنبش اتحاد ملی گرجستان بود. سیاست خارجی ساآکاشویلی با گرایش به غرب و ناتو شناخته شد و طرفدار اتحادیه اروپا بود.  براساس نظرسنجی ها ۶۷ درصد مردم گرجستان موافق دیدگاه های سیاست خارجی وی در سال ۲۰۱۰ بودند.

## تحصیلات و اوایل زندگی
میخیل ساآکاشویلی در ۲۱ دسامبر ۱۹۶۷ در تفلیس پایتخت گرجستان شوروی متولد شد.پدرش نیکولوز ساآکاشویلی یک پزشک است که در تفلیس به این حرفه اشتغال دارد و یک مرکز محلی آب درمانی را مدیریت می‌کند و مادرش هم یک تاریخ‌دان است.
در طول تحصیل در دانشگاه، خدمت تخفیف داده شده سربازی خود را در واحد بازرسی تیم مرزبانی شوروی در یک فرودگاه بین‌المللی اوکراین شوروی در سال ۱۹۹۰ به پایان رساند. ساآکاشویلی در سال ۱۹۹۲ از مؤسسه روابط بین‌الملل دانشگاه ملی تاراس شفچنکو کی‌یف فارغ‌التحصیل شد. در این دانشگاه زمانی که در اعتراض دانشجویی اکتبر ۱۹۹۰ اکراین شرکت داشت با پترو پروشنکو دوست بود.
میخیل ساآکاشویلی بعدها به دنبال سرنگونی دولت زویاد گامساخوردیا قبل از دریافت بورسیه در برنامه‌های بورسیه تحصیلی ادموند موسکی از وزارت امور خارجه آمریکا، به عنوان افسر حقوق بشر شورای موقت دولتی گرجستان فعالیت کرد. سا آکاشویلی در سال ۱۹۹۴ ال‌ال‌ام را از مدرسه حقوق کلمبیا اخذ کرد و سال بعد را در دانشکده امور عمومی و بین‌المللی دانشگاه کلمبیا و دانشکده حقوق دانشگاه جرج واشینگتن گذراند.

## ریاست‌جمهوری
در سال ۲۰۰۳ در پی انقلاب گل رز (بدون خونریزی) رئیس‌جمهور پیشین گرجستان ادوارد شواردنادزه برکنار شد. رهبری این انقلاب را ساکاشویلی و هم‌پیمانان سیاسی‌اش بر عهده داشتند. پس از آن ساکاشویلی در انتخابات سال ۲۰۰۴ به ریاست جمهوری گرجستان رسید.
ساکاشویلی، در ژانویه ۲۰۰۸ با کسب حدود ۵۳ درصد آراء برای بار دوم ریاست جمهوری گرجستان را در دست گرفت؛ ولی مخالفان ساکاشویلی می‌گویند: در رأی‌گیری تقلب شده‌است.
مخالفان ساکاشویلی برای سرنگونی دولت او جبهه متحدی با نام «رستگاری» تشکیل داد. آنها می‌خواستند از طریق صندوق‌های رای، انقلاب به راه بیندازند.

## ترور نافرجام
در ۱۰ مه ۲۰۰۵، فردی گرجی ارمنی به نام ولادیمیر آروتیونیان، در حالی که جورج دبلیو بوش ، رئیس جمهور ایالات متحده در میدان آزادی تفلیس مشغول سخنرانی بود یک نارنجک دستی را به سمت محل نشستن ساکاشویلی و بوش پرتاب کرد اما منفجر نشد. آروتیونیان در ژوئیه همان سال دستگیر شد، اما قبل از دستگیری، موفق شد یکی از مأموران را بکشد. او به اتهام سوءقصد به ساکاشویلی و بوش و قتل مامور مجرم شناخته شد و به حبس ابد محکوم شد.

## ورود به اوکراین و تابعیت
با وارد شدن چند اتهام به او از جمله مرگ مشکوک زوراب ژوانیا (نخست‌وزیر پیشین)، حمله به دفتر یک تلویزیون مستقل، اختلاس توسط نیروهای امنیتی و تصرف غیرقانونی اموال در گرجستان، تحت تعقیب قضایی قرار گرفت. او با رد و سیاسی دانستن این اتهامات، از کشور خارج شد.
باورود به اوکراین، رئیس جمهور پروشنکو او را در تاریخ ۱۳ فوریه ۲۰۱۵ به سمت رئیس شورای مشورتی بین المللی اصلاحات اوکراین منصوب کرد. 
وی در تاریخ ۳۰ مه ۲۰۱۵ به عنوان فرماندار استان اودسا اوکراین منصوب شد. یک روز قبل از این انتصاب در تاریخ ۲۹ مه ۲۰۱۵ دولت اوکراین به وی تابعیت داده بود. یک ماه پیش از این انتصاب ساآکاشویلی اعلام کرده بود که پیشنهاد انتصاب به عنوان معاون اول نخست وزیر اوکراین را رد کرده است و علت آن را نداشتن تابعیت اوکراین اعلام کرد و می بایست تابعیت گرجستان را کنار بگذارد.
وزارت امور خارجه گرجستان اعلام کرد که انتصاب ساکاشویلی به عنوان فرماندار اودسا تأثیر منفی بر روابط بین گرجستان و اوکراین نخواهد داشت. اما، پس از این انتصاب، روابط دو کشور تیره شد.  در ۴ دسامبر ۲۰۱۵، ساکاشویلی از تابعیت گرجستان سلب شد. ساآکاشویلی علت آن را انگیزه سیاسی و جلوگیری از رهبری جنبش ملی متحد در انتخابات پارلمانی گرجستان دانست. دولت گرجستان اعلام کرد که تابعیت مضاعف را نمی‌پذیرد؛ بنابراین شهروندی گرجستان وی از او گرفته شد. 
ساآکاشویلی بعدها از فرمانداری استان اودسا استعفا کرد و علت آن را فساد در اوکراین عنوان کرد. وی در یک کنفرانس مطبوعاتی در همان روز ادعا کرد پترو پروشنکو از گروه های فاسد در منطقه اودسا حمایت می کند. در ۹ نوامبر ۲۰۱۶، رئیس جمهور  اوکراین پوروشنکو استعفای ساکاشویلی (به عنوان فرماندار) را پذیرفت و همچنین او را از سمت مشاور خود برکنار کرد.  
در ژوئیه ۲۰۱۷ در پی بروز اختلاف میان پترو پروشنکو (رئیس‌جمهور وقت اوکراین) و ساکاشویلی، از او سلب تابعیت شد و به یک بدون تابعیت تبدیل شد.
ساآکاشویلی در آن زمان در آمریکا به سر می برد.پس از آن با گروهی از طرفدارانش از طریق لهستان دوباره وارد اوکراین شد اما در فوریه ۲۰۱۸ دستگیر و از خاک این کشور اخراج شد. ساکاشویلی به هلند نقل مکان کرد و در آنجا اقامت دائم دریافت کرد.
با روی کارآمدن ولودیمیر زلنسکی ، شهروندی اوکراین ساآکاشویلی به وی بازگردانده شد و به اوکراین بازگشت.
در ۲۲ آوریل۲۰۲۰ ، ولودیمیر زلنسکی به او پیشنهاد معاونت نخست وزیر اوکراین را داد اما ازسوی پارلمان اوکراین رد شد. سرانجام طی حکمی ازسوی زلنسکی او به عنوان رئیس شورای اصلاحات اوکراین منصوب شد. وی از تاریخ ۷ مه ۲۰۲۰ در این سمت قرار دارد.

## بازداشت و اعتصاب غذا
در ۱ اکتبر ۲۰۲۱، ساکاشویلی پس از هشت سال به گرجستان بازگشت و مردم را به شورش و راهپیمایی دعوت کرد و چندی بعد در تفلیس دستگیر شد.بر اساس تحقیقات، ساکاشویلی در کانتینر یک کشتی باری دریایی پنهان شده بود، و مخفیانه و غیرقانونی  وارد کشور شده بود.
ساآکاشویلی پس از بازداشت اعتصاب غذا کرد.در ۱۰ اکتبر ۲۰۲۱، وضعیت سلامتی وی بد شد و پزشک شخصی وی از مقامات درخواست کرد تا او را به بیمارستان منتقل کنند.
ساکاشویلی پس از توافق با مقامات برای انتقال او به بیمارستان نظامی گوری، برای اقدامات درمانی به اعتصاب غذا پایان داد.ساآکاشویلی از ۲۰ مارس ۲۰۲۲، در ندامتگاهی در روستاوی به سر می برد.

## زندگی شخصی

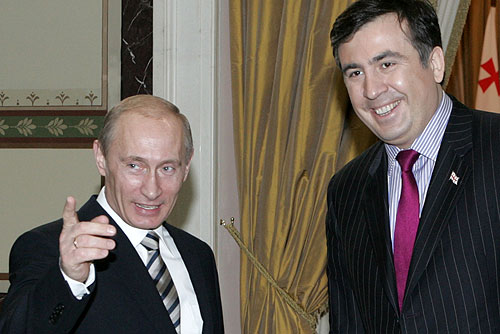
میخِیلْ نیکُلُزیسْ دْزِ ساآکاشْویلی در کنار ولادمیر پوتین

او در سال ۱۹۹۳ با همسر هلندی‌تبار خود «ساندرا رولوفس» ازدواج کرد. این دو، صاحب دو پسر به نام‌های ادوارد (زاده ۱۹۹۵) و نیکولوز (زاده ۲۰۰۵) هستند. ساآکاشویلی به زبان‌های گرجی، فرانسوی، انگلیسی، روسی و اکراینی تسلط کامل دارد و کمی به آسی و اسپانیایی هم مسلط است.

## جوایز
- نشان افتخار جمهوری ارمنستان

## ایران
وی در سال ۱۳۸۳ خورشیدی برای دیدار با گرجی‌های ساکن منطقه فریدن واقع در استان اصفهان به فریدونشهر سفر کرد.